# くら☆りっさ
くら☆りっさは、日本の漫画家。長崎県南高来郡出身、東京都府中市在住。男性。本名：原 英一。別名義に栗東てしお、羽村わたる。ペンネームの由来は、ヨーロッパ系の言語で名前としてよく使われる、クラリッサ（クラリスやクレアも同根）から。トレードマークは自画像も本人も、縦長長方形の顔・眼鏡・太い眉毛。

## 略歴
- 長崎県南高来郡出身。
- 1982年頃より佐賀大学の学生を中心とした創作系漫画サークル「ぷーるぐえとわす」で同人誌活動。
- 1988年頃から商業誌にも活躍の場を広げるが、社会人との二足の草鞋だった為、各地を転勤しながら描く。
- 漫画家専業後は神奈川県川崎市高津区溝の口駅近辺に住んでいたが、結婚し長女を授かってからは東京都府中市に転居。

## その他
- プロ野球は広島東洋カープのファン。
- 長女もくらの影響で、アニメや映画をかなり見ている（くらが発行している同人誌で毎回ネタにされている）。
- 競馬好きでもあり、別ペンネームの栗東てしおは、競馬にちなむ地名から。
- 『マップス』の大ファンで、同人誌を作って売っていた所、作者の長谷川裕一が買いに現れた事がある。
- 最後の挨拶に、中国語の「再見」をよく使う。

## 作品リスト

### ラポート
- スペース★トラバーズ（1989年、ラポートコミックス）
  - 元々は同人作品で、各エピソードにより初出および再録が、同人誌側か商業誌側かはっきりしない（つまり履歴が複雑な）話が多い。『音盤 スペース★トラバーズ』としてドラマCD化もされている。CDも同人作品であるが、主役の2人は平松晶子とこおろぎさとみを起用するなど、商業作品並みの出来を誇る。
- 放課後には魔道師 学園編
- 放課後には魔導師 冒険編

### ホビージャパン
- 予報使いサリア
- 爆発寸前!よしえちゃん
- ミララとラパララ
- ピースメーカーりるる
- 虎魚組繁盛記
- ついんプリンセス

### 桃園書房
- 栗毛のポニー（『コミックラッツ』1993年10月号 - 1995年5月号に掲載）

## 関連人物
竹本泉
くらはファンを自称しており、プロデビュー頃の作品も竹本に雰囲気が近い。『あおいちゃんパニック!』と同じ砂目スクリーントーンを意図的に使った事もある。
スタジオとりあたまくん
複数のメンバーで構成される創作同人誌サークル。くらは正会員ではないが、同人誌中の作品や内輪ネタに頻出するなど関係は非常に深い（ただし最近は「とり」のメンバーの殆どが商業誌で多忙な為、以前ほど同人誌にくらは出てこない）。コミックマーケットに出店する時も、「えとわす」と「とり」が並んでいる。『コミックマスター』や学研の『科学と学習』でも、「とり」のメンバーやくらが描いている。
がぁさん
「とり」以外では最も知られている知人作家。知り合ったきっかけは『コミック花いちもんめ』だが、最大の理由はどちらも竹本ファンという事だった。2人の作品をまとめた（くら側は『放課後には魔道師』）作品集が出たり、単行本にお互いが寄稿した事もある。
長谷川哲也
九州時代の「ぷーるぐえとわす」のメンバー。